# Janet Fitchová
Janet Fitchová (* 9. listopadu 1955 v Los Angeles, Kalifornie, USA) je americká spisovatelka,
novinářka a literární recenzistka.

## Dílo
- Kicks (1996) - román
- Bílý oleandr (org. White Oleander) (1999) - psychologický román, zfilmováno
- Pain It Black (2006) - román